# Vindula javana
Vindula javana är en fjärilsart som beskrevs av Hans Fruhstorfer 1899. Vindula javana ingår i släktet Vindula och familjen praktfjärilar. Inga underarter finns listade i Catalogue of Life.